# Colastes testaceus
Colastes testaceus är en stekelart som beskrevs av Brethes 1924. Colastes testaceus ingår i släktet Colastes och familjen bracksteklar. Inga underarter finns listade i Catalogue of Life.